# خورخه گواسک
خورخه گواسک (اسپانیایی: Jorge Guasch‎؛ زادهٔ ۱۷ ژانویهٔ ۱۹۶۱) بازیکن فوتبال اهل پاراگوئه بود.
از باشگاه‌هایی که در آن بازی کرده‌است می‌توان به باشگاه ورزشی الیمپیا اشاره کرد.
وی همچنین در تیم ملی فوتبال پاراگوئه بازی کرده‌است.